# Mene maculata
Mene maculata (Bloch & Schneider, 1801) è un pesce d'acqua salata, unica specie non estinta del genere Mene e della famiglia Menidae.

## Distribuzione e habitat
Questa specie è diffusa nelle acque costiere profonde dell'oceano Indo-Pacifico, dalle coste sudafricane a quelle giapponesi, fino a quelle dell'Australia e della Nuova Caledonia; talvolta si spinge anche negli estuari fluviali.

## Descrizione

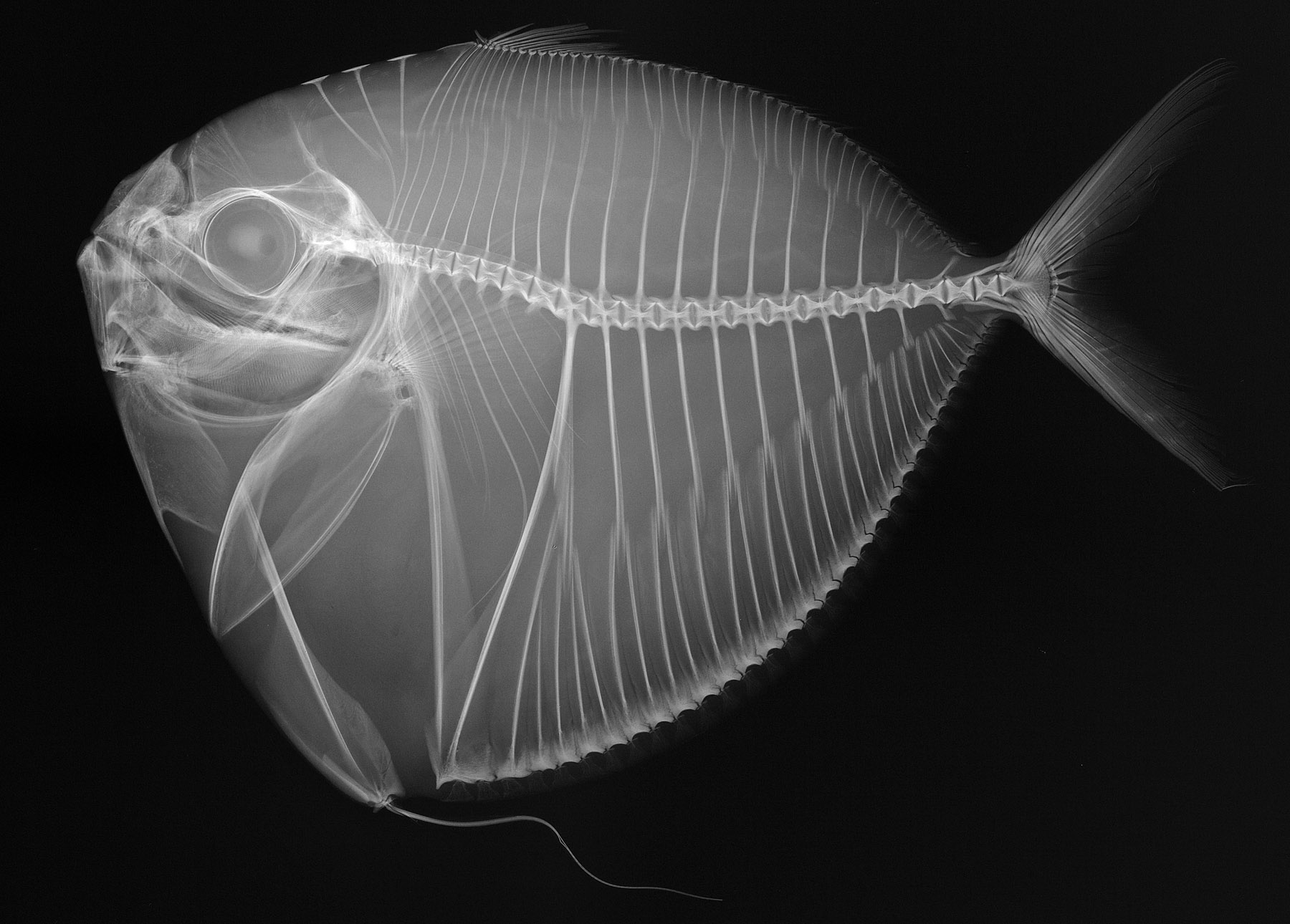
Il particolare scheletro di M. maculata

Presenta un corpo alto e molto compresso ai fianchi, dal profilo ovoidale, con ventre sottile ed estremamente pronunciato. Gli occhi sono grandi, la pinna dorsale e quella anale sono allungate, retta da spine robuste. Le pettorali sono trapezoidali, le ventrali allungate e filiformi, la pinna caudale è a delta, coi vertici allungati. La livrea prevede un colore di base bianco argenteo, con dorso grigio fumo a macchie irregolari nere. Le pinne sono grigie. 

Le dimensioni si attestano su una lunghezza massima di 30 cm.

## Alimentazione
M. maculata si nutre prevalentemente di invertebrati.

## Predatori
Questa specie è predata abitualmente da squali come Carcharhinus sorrah e sgombridi del genere Auxis.

## Pesca
Questa specie è oggetto di pesca commerciale per l'alimentazione umana: assai diffusa nelle Filippine, dove è conosciuta come bilong-bilong, chabita, hiwas o tahas, e consumata prevalentemente essiccata.